# ماهی گرمسیری سرد
ماهی گرمسیری سرد (به ژاپنی: 冷たい熱帯魚 Tsumetai Nettaigyo) فیلمی در ژانر ترسناک، سینمای جهان و مهیج است که در سال ۲۰۱۰ اکران شد. از بازیگران آن می‌توان به میتسورو فوکی کوشی و دندن اشاره کرد.
صاحب منفعل یک فروشگاه ماهی با یک زن و شوهر قاتل درگیر می شود و در جنایات وحشتناک آنها نقش دارد